# Ballana vetula
Ballana vetula är en insektsart som beskrevs av Ball 1910. Ballana vetula ingår i släktet Ballana och familjen dvärgstritar. Inga underarter finns listade i Catalogue of Life.